# 9. Primetime Emmy-gála
A 9. Primetime Emmy-gála során az 1956-ban főműsoridőben bemutatott, amerikai televíziós programokat értékelték. A jelölteket az Academy of Television Arts & Sciences választotta ki. A Los Angeles-i NBC Studiosban tartott ceremóniát az NBC közvetítette 1957. március 16-án. A műsor házigazdája Desi Arnaz volt.

## Győztesek és jelöltek
A nyertesek félkövérrel jelölve.

### Műsorok
| Legjobb televíziós sorozat (félórás vagy rövidebb) | Legjobb televíziós sorozat (egyórás vagy hosszabb) |
| --- | --- |
| - The Phil Silvers Show (CBS) - Alfred Hitchcock bemutatja (CBS) - Father Knows Best (NBC) - The Jack Benny Program (CBS) - Person to Person (CBS) | - Caesar's Hour (NBC) - Climax! (CBS) - The Ed Sullivan Show (CBS) - Omnibus (CBS) - The Perry Como Show (NBC)                                                                                 |
| Legjobb élő műsor | Legjobb hírműsor vagy riport |
| - Kraft Television Theatre (NBC) - Playhouse 90 (CBS) - Producers' Showcase (NBC) - Republican National Convention (ABC / CBS / NBC) - Wide Wide World (NBC) | - Years of Crisis (CBS) - Az Andrea Doria elsüllyedése (CBS) - Az Andrea Doria túlélői New Yorkba érkeznek (CBS) - National Political Conventions (ABC) - National Political Conventions (NBC) |
| Legjobb közszolgálati műsor | Legjobb műsor |
| - See It Now (CBS) - Meet the Press (NBC) - NBC Opera Theatre (NBC) - Wide Wide World (NBC) - You Are There (CBS) | - Playhouse 90 (CBS) - Air Power (CBS) - The Dinah Shore Chevy Show (NBC) - The Ernie Kovacs Show (NBC) - The Steve Allen Sunday Show (NBC)                                                    |
| Az év műsora | |
| - Playhouse 90 (Epizód: "Requiem for a Heavyweight") (CBS) - Kraft Television Theatre (Epizód: "A Night to Remember") (NBC) - Omnibus (Epizód: "Leonard Bernstein") (CBS) - See It Now (Epizód: "Secret Life of Danny Kaye") (CBS) - The Victor Borge Show (CBS) | |

### Színészek

#### Főszereplők
| Legjobb férfi főszereplő (vígjátéksorozat) | Legjobb női főszereplő (vígjátéksorozat) |
| --- | --- |
| - Sid Caesar – Caesar's Hour (További szereplők) (NBC) - Jack Benny – The Jack Benny Program (Jack Benny) (CBS) - Robert Cummings – The Bob Cummings Show (Bob Collins) (CBS) - Ernie Kovacs – The Ernie Kovacs Show (Önmaga) (NBC) - Phil Silvers – The Phil Silvers Show (Ernest G. Bilko) (CBS)        | - Nanette Fabray – Caesar's Hour (További szereplők) (NBC) - Edie Adams – The Ernie Kovacs Show (Önmaga) (NBC) - Gracie Allen – The George Burns and Gracie Allen Show (Gracie Allen) (CBS) - Lucille Ball – I Love Lucy (Lucy Ricardo) (CBS) - Ann Sothern – Private Secretary (Susie McNamara) (CBS) |
| Legjobb férfi főszereplő (drámasorozat)] | Legjobb női főszereplő (drámasorozat) |
| - Robert Young – Father Knows Best (Jim Anderson) (NBC) - James Arness – Gunsmoke (Matt Dillon) (CBS) - Charles Boyer – Four Star Playhouse (További szereplők) (CBS) - David Niven – Four Star Playhouse (További szereplők) (CBS) - Hugh O'Brian – The Life and Legend of Wyatt Earp (Wyatt Earp) (ABC) | - Loretta Young – The Loretta Young Show (Önmaga) (NBC) - Jan Clayton – Lassie (Ellen Miller) (CBS) - Ida Lupino – Four Star Playhouse (További szereplők) (CBS) - Peggy Wood – Mama (Mama) (CBS) - Jane Wyman – Jane Wyman Theatre (Önmaga) (NBC)                                                     |

#### Mellékszereplők
| Legjobb férfi mellékszereplő | Legjobb női mellékszereplő |
| --- | --- |
| - Carl Reiner – Caesar's Hour (További szereplők) (NBC) - Art Carney – The Jackie Gleason Show (Ed Norton) (CBS) - Paul Ford – The Phil Silvers Show (John T. Hall) (CBS) - William Frawley – I Love Lucy (Fred Mertz) (CBS) - Ed Wynn – Playhouse 90 (Epizód: "Requiem for a Heavyweight") (Army) (CBS) | - Pat Carroll – Caesar's Hour (További szereplők) (NBC) - Ann B. Davis – The Bob Cummings Show (Charmaine Schultz) (CBS) - Audrey Meadows – The Jackie Gleason Show (Alice Kramden) (CBS) - Mildred Natwick – Ford Star Jubilee (Epizód: "Blithe Spirit") (Madame Arcati) (CBS) - Vivian Vance – I Love Lucy (Ethel Mertz) (CBS) |

#### Egyedülálló alakítások
| Legjobb egyedülálló alakítást nyújtó színész | Legjobb egyedülálló alakítást nyújtó színésznő |
| --- | --- |
| - Jack Palance – Playhouse 90 (Epizód: "Requiem for a Heavyweight") (Harlan "Mountain" McClintock) (CBS) - Lloyd Bridges – Alcoa-Goodyear Playhouse (Epizód: "Tragedy in a Temporary Town") (Alec Beggs) (NBC) - Fredric March – Producers' Showcase (Epizód: "Dodsworth") (Sam Dodsworth) (NBC) - Sal Mineo – Studio One (Epizód: "Dino") (Dino Minetta) (CBS) - Red Skelton – Playhouse 90 (Epizód: "The Big Slide") (Buddy McCoy) (CBS) | - Claire Trevor – Producers' Showcase (Epizód: "Dodsworth") (Fran Dodsworth) (NBC) - Edna Best – Ford Star Jubilee (Epizód: "This Happy Breed") (Ethel Gibbons) (CBS) - Gracie Fields – The United States Steel Hour (Epizód: "The Old Lady Shows Her Medals") (Sarah Dowey) (CBS) - Nancy Kelly – Studio One (Epizód: "The Pilot") (Sister M. Aquinas) (CBS) - Evelyn Rudie – Playhouse 90 (Epizód: "Eloise") (Eloise) (CBS) |

### Rendezők
| Legjobb rendező (félórás vagy rövidebb műsor) | Legjobb rendező (egyórás vagy hosszabb műsor) |
| --- | --- |
| - The Danny Thomas Show (Epizód: "Danny's Comeback") – Sheldon Leonard (ABC) - Camera Three (Epizód: "As I Lay Dying") – Clay Yurdin (CBS) - G.E. Theatre (Epizód: "The Road That Led Afar") – Herschel Daugherty (CBS) - Tales of the 77th Bengal Lancers (Epizód: "The Traitor") – George Archainbaud (NBC) - You Are There (Epizód: "The First Moscow Purge Trial") – William D. Russell (CBS) | - Playhouse 90 (Epizód: "Requiem for a Heavyweight") – Ralph Nelson (CBS) - The 20th Century Fox Hour (Epizód: "Child of the Regiment") – Lewis Allen (CBS) - The Dinah Shore Chevy Show (Epizód: "Frank Sinatra") – Bob Banner (NBC) - Kraft Television Theatre (Epizód: "A Night to Remember") – George Roy Hill (NBC) - NBC Opera Theatre (Epizód: "La Boheme") – Kirk Browning (NBC) - Playhouse 90 (Epizód: "Forbidden Area") – John Frankenheimer (CBS) |

### Forgatókönyvíró
| Legjobb forgatókönyv (félórás vagy rövidebb műsor) | Legjobb forgatókönyv (egyórás vagy hosszabb műsor) |
| --- | --- |
| - Alfred Hitchcock bemutatja (Epizód: "Fog Closing In") – James P. Cavanagh (CBS) - Frontier (Epizód: "Patrol") – Morton Fine, David Friedkin (NBC) - The Life and Legend of Wyatt Earp (Epizód: "The Buntime") – Dan Ullman (ABC) - The Loretta Young Show (Epizód: "The Pearl") – Richard Morris (NBC) - Telephone Time (Epizód: "Man with the Beard") – John Nesbitt (ABC) | - Playhouse 90 (Epizód: "Requiem for a Heavyweight") – Rod Serling (CBS) - Alcoa-Goodyear Playhouse (Epizód: "Joey") – Louis Peterson (NBC) - Alcoa-Goodyear Playhouse (Epizód: "Tragedy in a Temporary Town") – Reginald Rose (NBC) - Kraft Television Theatre (Epizód: "A Night to Remember") – George Roy Hill, John Whedon (NBC) - Playhouse 90 (Epizód: "Sizeman and Son") – Elick Moll (CBS) |
| Legjobb forgatókönyv (variaté- vagy vígjátéksorozat) | |
| - The Phil Silvers Show – Billy Friedberg, Nat Hiken, Coleman Jacoby, Arnold Rosen, Leonard Stern, Tony Webster (CBS) - Caesar's Hour – Gary Belkin, Mel Brooks, Larry Gelbart, Sheldon Keller, Neil Simon, Michael Stewart, Mel Tolkin (NBC) - The Ernie Kovacs Show – Louis M. Heyward, Ernie Kovacs, Rex Lardner, Mike Marmer (NBC) - The Jack Benny Program – George Balzer, Hal Goldman, Al Gordon, Sam Perrin (CBS) - The Perry Como Show – Goodman Ace, Jay Burton, Mort Green, George Foster (NBC) | |

## Fordítás
- Ez a szócikk részben vagy egészben  a(z)   9th Primetime Emmy Awards című angol Wikipédia-szócikk fordításán alapul.  Az eredeti cikk szerkesztőit annak laptörténete sorolja fel. Ez a jelzés csupán a megfogalmazás eredetét és a szerzői jogokat jelzi, nem szolgál a cikkben szereplő információk forrásmegjelöléseként.